# Das Reich
Das Reich war von 1940 bis 1945 eine deutsche Wochenzeitung, die zu den erfolgreichsten und meistgelesenen Publikationen in der Zeit des Nationalsozialismus zählte. Sie erschien immer sonntags und zeichnete sich im Vergleich zu anderen nationalsozialistischen Periodika durch eine besondere journalistische Qualität, einen hohen Informationsgehalt und eine umfassende Berichterstattung aus. Mit einer Auflage von bis zu 1,4 Millionen Exemplaren besaß Das Reich zeitweise eine Netto-Reichweite von über 15 Millionen Lesern. Die Einzelausgabe kostete 30 Pfennig. Herstellung, Druck und Vertrieb erfolgten über den Deutschen Verlag.

## Entstehung
Nach der Gleichschaltung gab es im NS-Staat durchaus noch Zeitungen und Zeitschriften, die versuchten, eine hohe journalistische Qualität und ihre Unabhängigkeit zu bewahren, beispielsweise das Berliner Tageblatt, die Deutsche Allgemeine Zeitung und die Frankfurter Zeitung. Deren Möglichkeiten änderten sich ab 1936, als im Zuge des Vierjahresplans unter anderem mittels Arbeits- und Rohstofflenkung sowie Papierkontingentierung eine Reduzierung der Presseerzeugnisse angestrebt wurde. Insgesamt sank die Anzahl der Zeitungen von 4700 im Jahr 1932 auf 2500 im Jahr 1937 und bis 1944 auf 977. Die einschneidenden Lenkungsmaßnahmen hatten eine einseitige und uniforme Presselandschaft zur Folge.
Dieser Monotonie wollte Rolf Rienhardt, Stabsleiter im Verwaltungsamt für die NS-Presse und Stellvertreter von Max Amann, entgegentreten. Er entwarf bereits 1937 ein neues Zeitungskonzept, das sich durch journalistischen Anspruch, Weltoffenheit und einen hohen Informationsgrad sowie eine Mischung aus aktueller Tageszeitung und kultureller Monatsschrift auszeichnen sollte. In zwei Denkschriften forderte Rienhardt eine „geistige Vertiefung des Nationalsozialismus“ und kritisierte, dass es nicht möglich sei, „eine gute und lesenswerte Zeitung zu machen, wenn der Journalist in der Eigenarbeit eine Existenzgefahr erblicken müsse“. Er schlug Reformen durch journalistische Freizügigkeiten vor und beschrieb seine Vorstellungen folgendermaßen:

„Die Zeitung soll nicht eine unter vielen Zeitungen, sondern sie soll die führende große politische deutsche Wochenzeitung sein, die das Deutsche Reich für In- und Ausland gleich wirksam und publizistisch repräsentiert.“

Als Voraussetzung für das Funktionieren des Blattes sollte die neue Zeitschrift von den Anweisungen der „Tagesparolen“ freigestellt sein und stattdessen direkte Kontakte zu allen Regierungsstellen haben. Damit wollte Rienhardt eine Exklusivität, einen hohen Informationsgehalt und eine allumfassende Berichterstattung erreichen. Er schloss nicht aus, dass „einige Beiträge auch kritische Noten“ tragen könnten, was aber nicht störe, da „die nationalsozialistische Gesamthaltung der Zeitung jeden Zweifel über die positive Absicht ausschließe.“
Die Eintönigkeit der Presse entsprach auch nicht den Vorstellungen von Propagandaminister Joseph Goebbels, der sich dafür aussprach, dass „die Presse monoform im Willen, aber polyform in der Ausgestaltung des Willens“ sein könne. Goebbels soll euphorisch Rienhardts Konzept zugestimmt und keinerlei Einwände gegen die vorgelegte Personenliste erhoben haben, obwohl klar war, dass die Redaktionsmitglieder nicht nach Nähe zur NSDAP, sondern nach journalistischen Fähigkeiten ausgesucht worden waren.

## Inhalt und Struktur

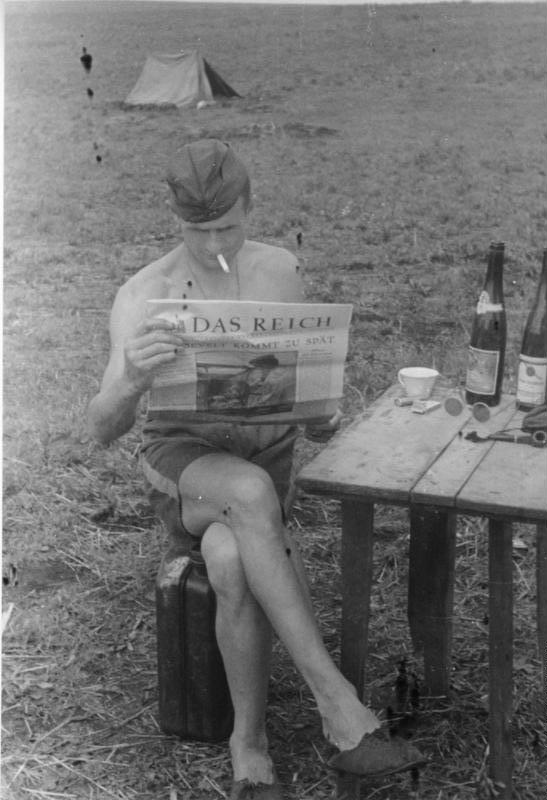
Ein Wehrmachtssoldat beim Lesen der Wochenzeitung Das Reich, Russlandfeldzug 1941

Zum Hauptschriftleiter wurde Eugen Mündler berufen, der seit 1921 Erfahrungen als Chefredakteur bei der München-Augsburger Abendzeitung  und seit 1930 bei der Rheinisch-Westfälischen Abendzeitung gesammelt hatte. Für die Redaktion stellte er prominente Autoren zusammen, von denen fast keiner Mitglied der NSDAP war. Die Leitartikel stammten ab Dezember 1940 häufig von Joseph Goebbels. Sie wurden zusätzlich über die Reichssender verbreitet und an die Reichsredner verteilt. Sämtliche Artikel waren systemkonform, wobei großer Wert auf Sachlichkeit, Fundiertheit, Exklusivität und den Verzicht auf propagandistische Phrasen gelegt wurde. Reportagen mit antisemitischen Inhalten waren keine Seltenheit.
Durch die hohe Anzahl von Auslandskorrespondenten war Das Reich nicht auf offizielle Nachrichten- und Presseagenturen angewiesen. Damit verfügte das Blatt über Informationen, die anderen Zeitungen vorenthalten blieben. Die Redakteure arbeiteten selbständig und überließen die grafische Gestaltung der Seiten den einzelnen Ressortleitern. Ein Berichterstatter nahm an den täglichen Ministerkonferenzen im Propagandaministerium teil, ein anderer war ständig in der Reichskanzlei vertreten, der auch unmittelbaren Kontakt zu Albert Speers Rüstungsministerium besaß. Diese Verbindungsmänner waren stets NSDAP-Mitglieder. Durch sie war ein innenpolitischer Informationsgehalt gewährleistet, den andere Zeitungen unmöglich erreichen konnten.
Die Zeitung erschien in einem Sonderformat (390 mm × 590 mm). Sie hatte einen Umfang von 32 Seiten mit Schwarzweiß- und auch schon Farbfotografien nebst hochwertigen Kunstreproduktionen. Mit der Mettage wurden weltweit neue Maßstäbe gesetzt. Für die damalige Zeit bestach Das Reich mit einer Perfektion von Grafik, Text und Bild. Der übersichtliche Aufbau und die unaufgeregte, betont nüchterne Sprache verliehen dem Blatt eine Aura unparteiischer Seriosität. Grafik, Text und Bilder besaßen einen modernen, ruhigen Umbruch. Als Schriftart wurde Antiqua gewählt. Inhaltlich gliederte sich die Wochenzeitung in sechs Teile:
- Weltgeschehen in Auslandsberichten
- Brennspiegel der Ereignisse und Kulturnachrichten
- Briefe aus dem Reich
- Bilder aus der deutschen Gegenwart
- Deutsche Wirtschaft und Weltwirtschaft
- Feuilleton.

Das „Weltgeschehen“ behandelte selbstverständlich die Entwicklung des Krieges, geprägt von Lage- und Frontberichten, Nachrichten diplomatischer Beziehungen von Freundes- und Feindesländern, Artikel über militärische Erfolge, aber auch Misserfolge sowie Reportagen von der Heimatfront, bei welchen die Auswirkungen der alliierten Bombenangriffe auf Deutschland nicht verharmlost wurden. Selbst auf die Situation der gegnerischen Soldaten oder die Leiden beispielsweise der Bevölkerung in England sowie die Zerstörung englischer Städte durch die deutsche Luftwaffe gingen die Reportagen ein, wobei als Verursacher niemals das englische Volk, sondern immer eine Einzelperson, insbesondere Kriegs-Premierminister Winston Churchill, verantwortlich gemacht wurde. Dies erfolgte nicht als „platte Behauptung“; derartige Ausführungen waren fast schon akademisch begründet.
Der Wirtschaftsbereich zeichnete sich durch einen hohen Grad an Sachkenntnis und Wissen der Redakteure aus. Hauptsächlich ging es hier um die wirtschaftliche Situation im Krieg und die zu erwartenden Folgen. Im Feuilleton, das die Hälfte der Zeitung umfasste, wurde in- und ausländisches Kulturelles behandelt. Wegen der Themenvielfalt fanden die Mitarbeiter hier weitaus mehr journalistische Freiräume als im „Weltgeschehen“. Theater, Film, Musik, Kunst, Literaturkritik, Reiseberichte fanden ebenso ihren Platz wie Wissenschaft, Erziehung und Technik. Die Vielfalt und der hohe Stellenwert dieses Kulturteils, der auch die meisten Anzeigen enthielt, verdeutlicht, dass die Wochenzeitung Das Reich insgesamt auf eine große Zielgruppe ausgerichtet war.
Heinrich Böll schrieb 1963 in einem Essay: „Ich habe das ‚Reich‘ vielleicht drei, vielleicht viermal gelesen, notgedrungen, weil nichts anderes zur Hand war, und ich habe die Zeitung gehaßt: nicht weil sie dumm, sondern weil sie so intelligent gemacht war.“

## Auflage und Verbreitung
Am 15. März 1940 erschien als Nullnummer die erste Ausgabe der Zeitung. Die Markteinführung erfolgte am Sonntag, dem 26. Mai 1940. Die geplante Auflage von 100.000 Exemplaren musste schon für die Erstausgabe nachträglich verdoppelt werden. Unter Mündlers Ägide entwickelte sich Das Reich rasch zu einem publizistischen und rechnerischen Erfolg. Daran hatte die konsequente Umsetzung der von Rienhardt vorgedachten Linie einen wesentlichen Anteil.
In weniger als einem Jahr stieg die Auflage auf eine Million und erreichte im März 1944 ihren Höchststand mit 1,4 Millionen Exemplaren. Der Deutsche Verlag ließ schließlich die Zeitung neben Berlin auch in Köln und Oslo drucken, da die Nachfrage anders nicht mehr zu bewältigen war. Das Reich fand seine Abnehmer weit über die deutschen Grenzen hinaus, unter anderem in Athen, Belgrad, Oslo, Paris, und wurde zudem per Feldpost verschickt. Etwa 250.000 Exemplare gingen ins Ausland. Für die Schweiz werden 50.000 Abonnenten angegeben. Die deutsche Luftwaffe hatte für ihren Lesezirkel 19.000 Stück bestellt. In Heeresverbänden sollen bis zu 50 Landser eine Ausgabe gemeinsam gelesen haben, weil oft keine weiteren Exemplare zur Verfügung standen.
Die Auflagenzahlen verdeutlichen die beabsichtigte hohe Nachfrage, der trotz Papierknappheit bis zur letzten Ausgabe nachgekommen wurde. Das Reich war nach dem Völkischen Beobachter das meistgelesene und zweitgrößte Presseorgan Deutschlands. Im Zuge der Papierzuweisung schrumpfte die Zeitung gegen Ende des Krieges auf acht Seiten; der Kultur- und Politikteil blieb jedoch bis zum Schluss erhalten. Die letzte Ausgabe erschien am 22. April 1945.

## Nachbetrachtungen
In der neueren Forschung wird betont, dass Das Reich kein „Intelligenzblatt“ war, wie von mehreren ehemals an der Zeitung Mitwirkenden in der Nachkriegsliteratur kolportiert wurde. Dagegen sprechen der Bezugspreis von 30 Pfennig, die bewusst interessant gestaltete Themenvielfalt, womit breite Bevölkerungsschichten erreicht werden konnten, aber vor allem die sehr hohe Auflage und Herstellung bis zum Kriegsende. Als propagandistisch perfekt gestaltetes Mainstreamprodukt spiegelte Das Reich den kulturellen Geschmack einer großen Mehrheit wider. Der Publizist Hans Dieter Müller urteilte über Das Reich: „Trotz der plakativ ideologischen Leitartikel von Goebbels und antisemitischer Beiträge, die das Blatt ebenfalls enthielt, wurde Das Reich ein großer Publikumserfolg, der auch bei kritischen Lesern Zweifel aufkommen ließ, ob am Nationalsozialismus nicht doch etwas Diskutables dran sei.“
Die belgische Professorin Ine Van linthout ging der Frage nach, warum trotz seiner Bedeutung als zweitgrößte Zeitung Das Reich heute sehr viel weniger bekannt ist als der Völkische Beobachter, und sieht als möglichen Grund „die Tatsache, dass sich Das Reich schlecht in das heutige Bild der alle Unterschiede nivellierenden Diktatur einfügen lässt“. Des Weiteren liege ein Herunterspielen der Bedeutung nahe, da nicht wenige der mitwirkenden Journalisten später in der Bundesrepublik einflussreiche Positionen in Politik, Presse und an Universitäten einnahmen. Der Politikwissenschaftler Peter Reichel merkte dazu an, dass „ihr Schreiben das verbrecherische Gesicht des Dritten Reiches verschönerte“. Carl Linfert, der für Das Reich als Korrespondent tätig war, stellte später reflektierend fest, dass die Journalisten „einen nicht geringen Beitrag zur Aufwertung und Stabilisierung des Hitler-Staates […] geleistet haben“.
Wie die Kommunikationswissenschaftler Katharina Veit und Christian Schäfer-Hock aufzeigen, gibt es Parallelen dieser heute sogenannten Embedded Journalists bis zur Gegenwart.

## Regelmäßige Autoren (Auswahl)
- Max Bense, später Professor an der Universität Stuttgart sowie an der Hochschule für bildende Künste Hamburg
- Margret Boveri, später freie Journalistin und Bundesverdienstkreuzträgerin
- Albert Buesche, später Tagesspiegel-Kunstkritiker und Präsident der Deutsch-Französischen Gesellschaft in Berlin
- Will Grohmann, später Professor an der Universität der Künste Berlin und Bundesverdienstkreuzträger
- Manfred Hausmann, später Ressortleiter beim Weser-Kurier und Bundesverdienstkreuzträger
- Hans Havemann, später Professor an der Akademie der Wissenschaften der DDR
- Theodor Heuss, später Bundespräsident der Bundesrepublik Deutschland
- Werner Höfer, später unter anderem Fernsehdirektor beim WDR und Bundesverdienstkreuzträger
- Pascual Jordan, Physiker, NSDAP- und SA-Mitglied, später Mitglied des Deutschen Bundestages für die CDU
- Karl Korn, später Gründungsmitglied und Ressortleiter der FAZ sowie Bundesverdienstkreuzträger
- Karl Krolow, später Mitglied verschiedener Akademien der Wissenschaften und Bundesverdienstkreuzträger
- Felix Lützkendorf, später Drehbuchautor
- Erich Peter Neumann, später Leiter des Instituts für Demoskopie Allensbach (IfD)
- Elisabeth Noelle(-Neumann), später u. a. Professorin für Kommunikationswissenschaft, Gründerin des IfD in Allensbach, Bundesverdienstkreuzträgerin
- Ernst Penzoldt, später Mitglied verschiedener Akademien der Wissenschaften
- Jürgen Petersen, später leitender Mitarbeiter beim Nordwestdeutschen Rundfunk, Hessischen Rundfunk, Direktor des kulturellen Programms des Deutschlandfunks
- Max Planck, Physiker, später Ehrenpräsident der Max-Planck-Gesellschaft
- Kurt Pritzkoleit, später Wirtschaftsjournalist
- Alfred Rapp, später Parlamentskorrespondent der Frankfurter Allgemeinen Zeitung (FAZ) und Bundesverdienstkreuzträger
- Ernst Samhaber, später Chefredakteur der Wochenzeitung Die Zeit und Lehrbeauftragter an der Technischen Universität Berlin
- Paul Scheffer, später freier Journalist in den USA
- Franz Schnabel, später Mitglied der Bayerischen Akademie der Wissenschaften und Träger des Bayerischen Verdienstordens
- Hans Schwarz van Berk, später Werbe- und Kommunikationsexperte
- Eduard Spranger, später Professor an der Eberhard Karls Universität Tübingen und Bundesverdienstkreuzträger
- Wilhelm Emanuel Süskind, später leitender Politikredakteur bei der Süddeutschen Zeitung (SZ)
- Wolfgang Weyrauch, später Lektor beim Rowohlt Verlag
- Benno von Wiese, später Professor an der Universität Münster und Bonn

## Zeichner
- Erich Ohser (E. O. Plauen)

## Chefredakteure
- Eugen Mündler
- Rudolf Sparing